# Savoia-Marchetti S.73
Savoia-Marchetti S.73 là một loại máy bay chở khách 3 động cơ của Ý trong thập niên 1930 và đầu thập niên 1940.

## Quốc gia sử dụng

### Dân sự
Bỉ
- SABENA

 Tiệp Khắc
- CSA

 Italy
- Ala Littoria
- Avio Linee Italiane

### Quân sự
Bỉ
- Không quân Bỉ

 Italy
- Regia Aeronautica

 Anh Quốc
- Không quân Hoàng gia

## Tính năng kỹ chiến thuật (S.73)
Dữ liệu lấy từ Italian Civil and Military aircraft 1930-1945
Đặc tính tổng quan
- Kíp lái: 4
- Sức chứa: 18 hành kháh + 362,9 kg (800 lb) hành lý
- Chiều dài: 17,4435 m (57 ft 2,75 in)
- Sải cánh: 243,89 m (78 ft 8.666 in)
- Chiều cao: 4,60 m (15 ft 1 in)
- Diện tích cánh: 92,97 m2 (1.000,7 foot vuông)
- Trọng lượng rỗng: 5.788 kg (12.760 lb)
- Trọng lượng có tải: 9.280 kg (20.460 lb)
- Động cơ: 3 × Piaggio Stella P.IX R.C. , 520 kW (700 hp)  mỗi chiếc
- Cánh quạt: 3-lá metal variable pitch

Hiệu suất bay
- Vận tốc cực đại: 330 km/h; 178 kn (205 mph) 

  - Trên độ cao 4,000 m (13 ft).
  - Với 2 động cơ, vận tốc cực đại đạt 270 km/h (168 mph)
- Vận tốc hành trình: 280 km/h; 151 kn (174 mph)
- Vận tốc tắt ngưỡng: 90 km/h; 49 kn (56 mph)
- Tầm bay: 1.600 km; 864 nmi (994 mi)
- Trần bay: 7.398 m (24.272 ft)
- Vận tốc lên cao: 3.333 m/s (656.100 ft/min)
- Thời gian lên độ cao: 

  - 2,000 m (7 ft) trong 10 phút
  - 4,000 m (13 ft) trong 20 phút
  - 6,000 m (20 ft) trong 33 phút